# Беван, Келси
Келси Беван (англ. Kelsey Bevan; род. 10 апреля 1990, Окленд) — новозеландская гребчиха, выступающая за сборную Новой Зеландии по академической гребле с 2010 года. Двукратная чемпионка мира, победительница этапов Кубка мира. Серебряный призёр Олимпийских игр 2020 в Токио.

## Биография
Келси Беван родилась 10 апреля 1990 года в Окленде, Новая Зеландия.
Заниматься академической греблей начала во время учёбы в старшей школе Manurewa High School, проходила подготовку в гребном клубе Counties Manukau Rowing Club.
Впервые заявила о себе в гребле на международной арене в сезоне 2010 года, выиграв серебряную медаль в восьмёрках на молодёжном мировом первенстве в Бресте. Попав в основной состав новозеландской национальной сборной, выступила на домашнем взрослом чемпионате мира в Карапиро — в той же дисциплине сумела квалифицироваться лишь в утешительный финал В и расположилась в итоговом протоколе соревнований на восьмой строке.
В 2011 году в восьмёрках стала серебряным призёром на молодёжном мировом первенстве в Амстердаме. Год спустя на аналогичных соревнованиях в Тракае завоевала золотую медаль в зачёте распашных безрульных двоек.
В 2013 году дебютировала в Кубке мира, приняла участие в мировом первенстве в Чхунджу, став в восьмёрках седьмой.
В 2014 году в безрульных четвёрках победила на чемпионате мира в Амстердаме.
В 2015 году в восьмёрках выиграла серебряные медали на этапе Кубка мира в Люцерне и на мировом первенстве в Эгбелете.
В 2016 году в восьмёрках взяла бронзу на этапе Кубка мира в Люцерне и была лучшей на этапе в Познани. Благодаря череде удачных выступлений удостоилась права защищать честь страны на летних Олимпийских играх в Рио-де-Жанейро. В программе восьмёрок сумела выйти в главный финал А и показала в решающем заезде четвёртый результат.
После Олимпиады в Рио Беван осталась в составе гребной команды Новой Зеландии на ещё один олимпийский цикл и продолжила принимать участие в крупнейших международных регатах. Так, в 2017 году в восьмёрках она выиграла этап Кубка мира в Познани, стала серебряным призёром на этапе в Люцерне, получила бронзу на чемпионате мира в Сарасоте.
В 2018 году в восьмёрках выиграла серебряную и золотую медали на этапах Кубка мира в Линце-Оттенсхайме и Люцерне соответственно, тогда как на мировом первенстве в Пловдиве стала седьмой.
В 2019 году в той же дисциплине одержала победу на этапе Кубка мира в Роттердаме и на чемпионате мира в Линце-Оттенсхайме.